# Ixora setchellii
Ixora setchellii är en måreväxtart som beskrevs av Francis Raymond Fosberg. Ixora setchellii ingår i släktet Ixora och familjen måreväxter. Inga underarter finns listade i Catalogue of Life.